# エイトクラウン
エイトクラウンとは日本の競走馬、繁殖牝馬である。初の牝馬による宝塚記念制覇を成し遂げたことで知られている。
※馬齢は当時の基準（数え年）にて説明する。

## 戦績
3歳時の1964年8月にデビュー。4戦目の野地菊特別から阪神3歳ステークスまで4連勝。特に阪神3歳ステークスはそれまでのレコードタイムを1秒以上更新する圧勝だった。3歳時の成績7戦5勝で啓衆社賞最優秀3歳牝馬を受賞する。
明け4歳初戦も勝ち5連勝、桜花賞には1番人気に押されたが逃げたハツユキを捕らえられずに4着、オークスでは3番人気もブービーの16着と大敗。秋には牡馬に混じって菊花賞に挑戦するがやはりブービーの17着に終わる。
5歳時は主に中距離レースを中心に走り、6月の鳴尾記念を勝つと次走の宝塚記念にも勝ち、この年（1966年）の啓衆社賞最優秀5歳以上牝馬を受賞する。
翌1967年1月のオープン特別にて2着に入った後、現役を引退した。

## 引退後
生まれ故郷の大塚牧場に戻ったエイトクラウンは、1969年にナオキ（父・サウンドトラック）を産む。このナオキも宝塚記念を制し、宝塚記念史上唯一の母子制覇を果たした。また、1973年に産んだクラウンピラード（父・ダイハード）は、1977年の天皇賞において春秋連続2着入線する。この様に、エイトクラウンは繁殖牝馬としても成功を収めている。

## 馬名について
馬主・山口昇は愛知トヨタ自動車の社長でもあった。この経緯から、同馬には当時販売していた高級乗用車「クラウンエイト」をそのまま馬名として日本中央競馬会に申請した。しかし、中央競馬会は「商品と全く同じ名前は馬名として認められない」としてこれを却下。結局、「クラウン」と「エイト」をひっくり返した「エイトクラウン」として馬名申請して受理された。因みに、同馬の1歳年上の半姉はその名もズバリ「トヨタクラウン」だった。

## 血統表
| エイトクラウンの血統（ボワルセル系 / アウトブリード） | エイトクラウンの血統（ボワルセル系 / アウトブリード） | エイトクラウンの血統（ボワルセル系 / アウトブリード） | （血統表の出典）     | （血統表の出典） |
| 父 *ヒンドスタン Hindostan 1946 黒鹿毛 イギリス       | 父の父Bois Roussel 1935 黒鹿毛                        | Vatout                                                | Prince Chimay        | Prince Chimay    |
| 父 *ヒンドスタン Hindostan 1946 黒鹿毛 イギリス       | 父の父Bois Roussel 1935 黒鹿毛                        | Vatout                                                | Vasthi               |                  |
| 父 *ヒンドスタン Hindostan 1946 黒鹿毛 イギリス       | 父の父Bois Roussel 1935 黒鹿毛                        | Plucky Liege                                          | Spearmint            | Spearmint        |
| 父 *ヒンドスタン Hindostan 1946 黒鹿毛 イギリス       | 父の父Bois Roussel 1935 黒鹿毛                        | Plucky Liege                                          | Concertina           |                  |
| 父 *ヒンドスタン Hindostan 1946 黒鹿毛 イギリス       | 父の母Sonibai 1939 鹿毛                               | Solario                                               | Gainsborough         | Gainsborough     |
| 父 *ヒンドスタン Hindostan 1946 黒鹿毛 イギリス       | 父の母Sonibai 1939 鹿毛                               | Solario                                               | Sun Worship          |                  |
| 父 *ヒンドスタン Hindostan 1946 黒鹿毛 イギリス       | 父の母Sonibai 1939 鹿毛                               | Udanipur                                              | Blandford            | Blandford        |
| 父 *ヒンドスタン Hindostan 1946 黒鹿毛 イギリス       | 父の母Sonibai 1939 鹿毛                               | Udanipur                                              | Uganda               |                  |
| 母 *アルペンローザ Alpenrosa 1951 栃栗毛              | 母の父Chamossaire 1942 栗毛                           | Precipitation                                         | Hurry On             | Hurry On         |
| 母 *アルペンローザ Alpenrosa 1951 栃栗毛              | 母の父Chamossaire 1942 栗毛                           | Precipitation                                         | Double Life          |                  |
| 母 *アルペンローザ Alpenrosa 1951 栃栗毛              | 母の父Chamossaire 1942 栗毛                           | Snowberry                                             | Cameronian           | Cameronian       |
| 母 *アルペンローザ Alpenrosa 1951 栃栗毛              | 母の父Chamossaire 1942 栗毛                           | Snowberry                                             | Myrobella            |                  |
| 母 *アルペンローザ Alpenrosa 1951 栃栗毛              | 母の母Stargrass 1942 鹿毛                             | Noble Star                                            | Hapsburg             | Hapsburg         |
| 母 *アルペンローザ Alpenrosa 1951 栃栗毛              | 母の母Stargrass 1942 鹿毛                             | Noble Star                                            | Hesper               |                  |
| 母 *アルペンローザ Alpenrosa 1951 栃栗毛              | 母の母Stargrass 1942 鹿毛                             | Grass Widow                                           | Son-in-Law           | Son-in-Law       |
| 母 *アルペンローザ Alpenrosa 1951 栃栗毛              | 母の母Stargrass 1942 鹿毛                             | Grass Widow                                           | Silver GrassF-No.2-f |                  |

※サブリナチェリー（東海ダービー、岐阜金賞など東海地区重賞8勝）は本馬の甥にあたる。